# Hugo Christiaan Carsten (1772-1832)
Hugo Christiaan Carsten (Hoogeveen, gedoopt 28 juni 1772 - aldaar, 7 april 1832) was een Nederlandse schulte en gedeputeerde van Drenthe.
Mr. Carsten was een zoon van de schulte van Zuidwolde en Hoogeveen mr. Hendrik Jan Carsten en Aleida Rosendal. Hij studeerde rechten aan de universiteit van Groningen en promoveerde aldaar in 1794. Hij was achtereenvolgens schulte van Hoogeveen van 1795 tot 1803 en advocaat-fiscaal van de drost van Drenthe van 1803 tot 1810. In 1810 werd hij benoemd tot notaris te Hoogeveen. In 1814 werd hij gekozen tot lid van Provinciale Staten van Drenthe en tot gedeputeerde van deze provincie. Hij vervulde deze functies totdat hij in april 1832 op 59-jarige leeftijd in Hoogeveen overleed.
Carsten trouwde op 5 juni 1802 te Warfhuizen met Lubbina Brongers, dochter van de predikant JuIlenius Brongers en Henriette Clara Hagenouw. Na het overlijden van zijn eerste vrouw in 1807 hertrouwde hij op 10 september 1809 te Meppel met AIberta Lamberdina Kniphorst, dochter van Lambertus Kniphorst en AIeida Vos. Een zoon uit dit laatste huwelijk was het latere Eerste Kamerlid Hendrik Jan Carsten.

## Bezittingen in Hoogeveen en in Emmen

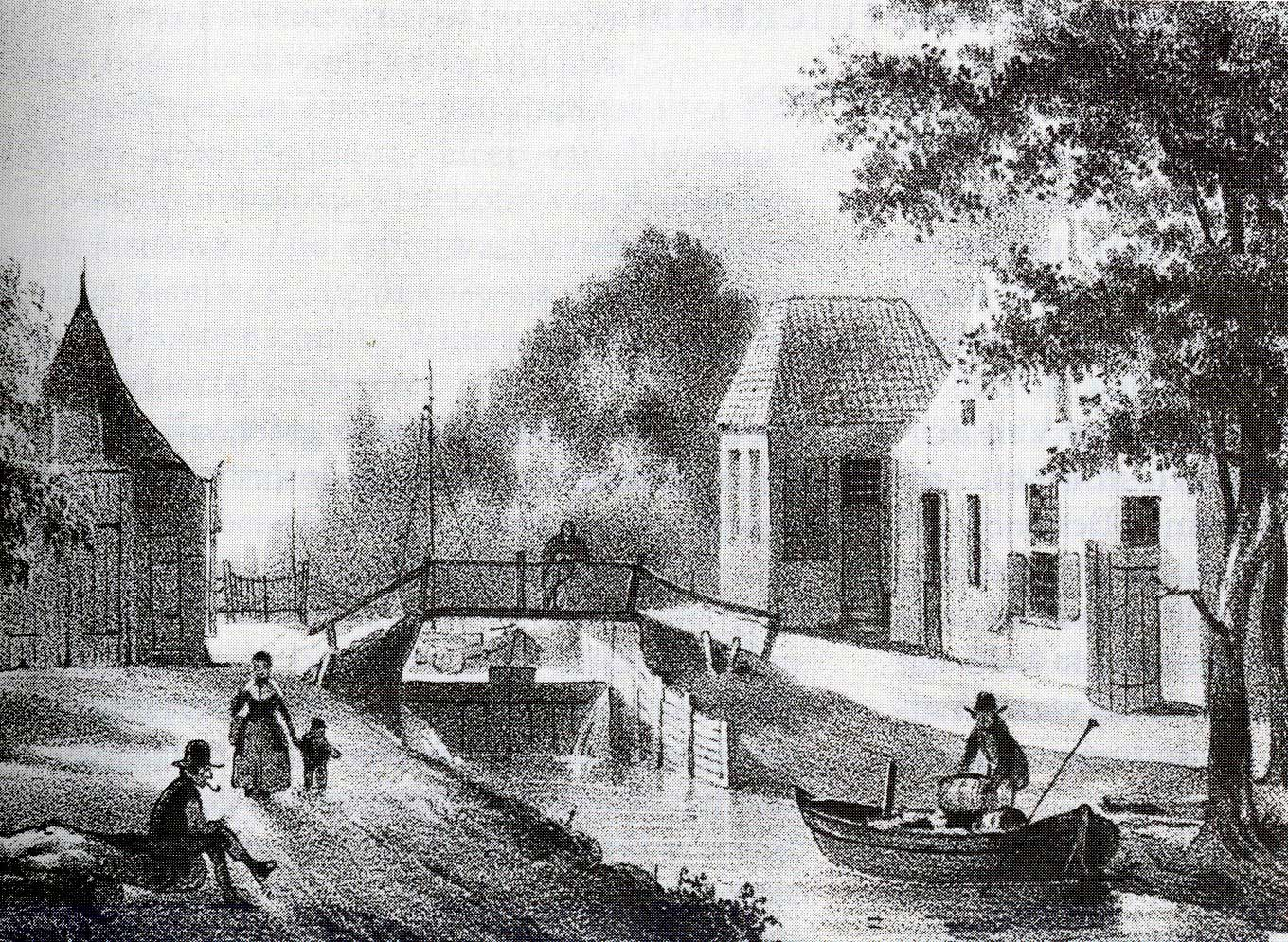
Veenlust te Hoogeveen in de 19e eeuw - bezit van Hugo Christiaan Carsten

- De herenbehuizing Veenlust in Hoogeveen werd in 1764 gebouwd in opdracht van de compagnons van de Bentinckcompagnie. Deze maatschappij van verveners gebruikte het huis als vergaderplaats en elk van de compagnons bezat er een kamer. In de 19e eeuw bleek er nog één eigenaar van het huis en de bijbehorende landerijen te zijn, Hugo Christiaan Carsten. Hij begon met de bebossing van het ontgonnen veen. Dit werk werd na zijn dood voortgezet door zijn zoon Hendrik Jan, die onder meer burgemeester van Hoogeveen is geweest. Uiteindelijk lukte het deze zoon niet om zijn zaken rendabel te exploiteren. Hij ging in 1887 failliet en zag zich genoodzaakt al zijn functies neer te leggen. Veenlust was al ruim voor die tijd afgebroken.
- In Emmen bezat Carsten samen met enkele collega verveners uit Hoogeveen te weten W. de Jonge, Rudolph Otto van Holthe tot Echten en zijn broer de landschrijver van Drenthe Caspar Everhard het herenhuis den Angelso in Emmen, waarbij ook drie boerenplaatsen en landerijen behoorden. Waarschijnlijk gebruikten zij dit als beleggingsobject.[1]